# Stanislas Nordey

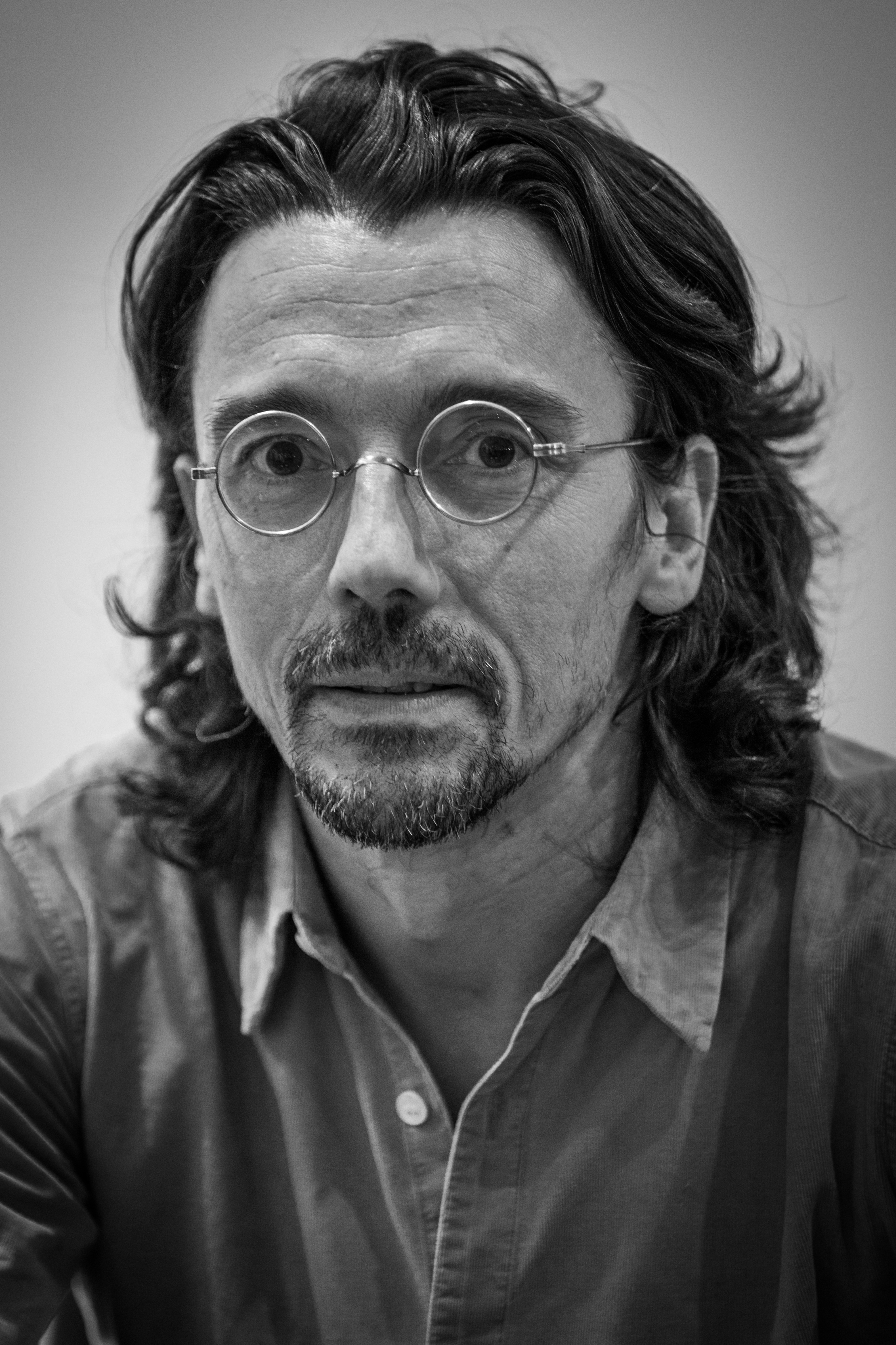
Stanislas Nordey (2015) Foto: Claude Truong-Ngoc

Stanislas Nordey (* 12. September 1966 in Neuilly-sur-Seine, Paris) ist ein französischer Schauspieler, Theaterregisseur und Intendant.

## Leben und Werk
Stanislas Nordey ist der Sohn der Schauspielerin Véronique Nordey (1939–2017) und des Filmregisseurs Jean-Pierre Mocky (1933–2019). Die Journalistin Olivia Mokiejewski ist seine Schwester. Nach dem Abschluss an der renommierten Schauspielschule Conservatoire national supérieur d’art dramatique in Paris erlangte er Bekanntheit, als er beim Theaterfestival in Avignon Taube und Hörende gemeinsam an einem Text arbeiten ließ.
1997 nahm Nordey mit einer Inszenierung an der documenta X in Kassel teil. 1998 wurde Nordey Intendant am Theater in Saint-Denis nördlich von Paris, später am Théâtre national de Strasbourg. Nordey inszenierte etliche moderne Klassiker, darunter auch deutschsprachige Autoren wie Botho Strauß, Heiner Müller oder Thomas Bernhard.

## Filmografie (Auswahl)
- 1993: Drei Farben: Blau (Trois couleurs: Bleu)
- 1995: Vergiß nicht, daß du sterben mußt (N’oublie pas que tu vas mourir)
- 2017: Un Village Français – Überleben unter deutscher Besatzung (Un Village Français, Fernsehserie, 4 Folgen)
- 2018: Fiertés – Mut zur Liebe (Fiertés, Fernsehdreiteiler)